# Nils Hellsten (gymnast)
Nils Robert Hellsten, född 7 oktober 1885 i Stockholm, död 14 november 1963 i Oscars församling i Stockholm, var en svensk gymnast. Han blev olympisk guldmedaljör 1908.
Hellsten är begravd på Norra begravningsplatsen utanför Stockholm.